# 캄코시티
캄코시티(영어: Camko City, 크메르어: កាំកូស៊ីធី)는 캄보디아 프놈펜 중심에서 3km 떨어진 곳에 위치한 도시이며 캄보디아와 한국을 의미한다. 캄코시티 프로젝트는 총 6단계로 나뉘어 있으며, 글로벌 비즈니스를 위한 사무실 공간을 제공하도록 설계가 예정되어있다. 그리고 캄코 시티는 세계 각 국의 비즈니스를 유인하는 인센티브가 있는 특별 경제구역을 지향하고 있으며, 상업 공간 외에도 주택, 아파트, 레저 시설, 국제 학교 및 병원도 포함될 예정이다. 현재 이 도시는 World City Co. Ltd.에 의해 건설되고 있다.

## 위치
캄코시티는 프놈펜의 중심에서 북쪽으로 약 3km 떨어진 쎈쏙 지역에 위치해 있다.  캄코시티는 뚤꼭 송전탑 바로 뒤에 가까이 위치하고 있으며 공항으로부터 거리가 멀지 않아 교통이 편리하고 2018년 이온몰 2가 위치해 지리적으로 눈에 띈다. 과거 2003년 2월 프놈펜 시 정부 도시 계획국에 의해 새로운 위성도시개발구역으로 승인되었는데 당시 2003년만 하더라도 현재 캄코시티 부지는 큰 호수였다. 그러나 월드시티는 부산저축은행과 2005년 8월 사업약정을 체결함과 동시에 2005년부터 매립 공사를 시작하였고, 2007~2008년 매립 공사가 종료되어 현재 부지가 완성되었다. 그리고 2012년에 캄코시티를 가로지르는 도로가 완성되었다.

## 인프라 및 개발
캄코시티에는 캄보디아에 최초로 4 ~ 6차선 포장 도로를 건설하여 혼잡한 프놈펜 시내의 정체에서 벗어나게 해주고, 캄보디아 우기 때의 잦은 침수를 전제로한 상하수도 시스템을 고려하였다. 게다가 안정적이지 않은 캄보디아 전력 사정에 대비하여 단지 내 발전소를 바탕으로한 전기 시스템을 구축하였고, 캄보디아 기준 빠른 인터넷과 사생활을 보호하기 위한 전자 보안 시스템 구비 등 최첨단 도시의 필수 요건을 갖추었다. 특히 보안은 '사전에 협의되지 않은 취재를 제지하는 모습'들이 언론에 공개된 만큼 자신있는 부분이라고 한다.  이 인프라는 단계별 개발이 진행되면서 계속 개선해나갈 계획으로 알려져있다.
[R1]이 프로젝트의 1번째 단계는 2005년 12월에 공사가 시작되어 2018년에 외관 공사가 마무리 되었다. 1단계는 빌라, 타운하우스 및 고층 주거용 콘도미니엄으로 구성되는데, 타운하우스와 빌라는 이미 분양 첫날부터 사람들이 몰려와 분양받기 시작해 2009년에 조기 매진되었다. 콘도미니엄은 캄보디아 현지인에게 한국의 기술력을 선보인 한국형 아파트이다. 그러나 2008~2012년 글로벌 금융위기 여파와 캄보디아인의 아파트에 대한 인식이 좋지 않았던 이유로 분양이 안된 적이 있긴하지만, 2015년 이후 콘도미니엄은 한국,캄보디아를 넘어 중국, 일본 등 전세계 사람들이 찾는 주거지가 되었다. 현재도 월드시티에서 콘도미니엄이 600~800달러(월)로 임대가 빈번하게 이루어지는 것으로 알려져있다. 2019년 현재 공사중인 3단지는 과거 ktb1호와의 분쟁으로 가압류되었던 역사가 있는데 2018년에 원금+원금의 2배가까이 되는 빚을 갚고 공사를 재개해, 2020년 완공 예정이라고 밝혔다. 3단지 앞으로는 이온몰이 보인다. 1단계부지는 놀이터와 수영장이 있고 아파트 근처에는 국제학교가 있어서 (국제학교 셔틀버스가 다님) 아이들이 살기가 좋고, 더불어 한국 교민들이 많이 거주하여 한인마트,미용실, 옷 가게,  등이 상가에 들어와있다. 이후 사업이 정상화되면 교민들의 니즈를 충족하기 위해 (캄코 클리닉센터, 캄코 국제학교, 은행 등) 투자를 유치할 계획이 있다고 전했다.
[R2] 2번째 단계는 2014년에 공사가 시작되어 현재 (2019년)까지 진행되고 있는 시크릿 가든 프로젝트이다. 캄보디아에서 고급형 빌라를 추구하여 2013년~2014년 디자인을 거쳐 2014년 말부터 시작한 프로젝트이다. 프놈펜 안의 고급 개인 정원을 추구하여 만들었고, 시크릿이다보니 특히 보안, 인프라를 신경썼다고 전한다. r2지역에 집을 사는 사람들 중에 개인적으로 정원을 좋아해 집한채+정원을 같이 사는 사람도 있다고 한다.  2019년 9월 기준 30채가 넘는다.
원래 2번째 단계는 프로젝트의 1번째 단계처럼 아파트와 타운하우스처럼 지으려했다고 한다. 그러나 글로벌 금융위기로 부동산 경기 침체에 +2009~2010년 당시의 캄보디아인은 아파트에 사는 것에 대한 인식이 지금보다도 훨씬 안좋았기도 했고 국내에 부산저축은행 비리에 연루되어 자금 지원이 어려워지자, 통째로 계획을 바꾸고 자금이 필요하지 않은 주문형 주택 설립으로 상품을 바꾸었다고 한다.

## 논란 거리 및 캄코시티 재판
분쟁의 역사 (월드시티-예보)
2005년 8월 9일, 10일 사업약정, 추가약정 체결 (부산저축은행 자금, 이자 대출 그대신 수익분배 60%, 수익분배 담보로 월드시티 지분 60%, 회계장부, 토지등기 증 부산저축은행이 직접 관리// 월드시티 총 시공 그대신 수익분배 40% 사업종료 후 지분 받기로)
2010년 9월 금감원 해외대출 규제//부산저축은행 영업정지//부산저축은행 사업약정 이행 불능//사업약정과 다르게 지연이자 21%카운트 시작
2011년  lmw, 한국 손해배상(지분반환)소송 시작(4월)//월드시티 대표 구치소(10월)//예보 대여금 소송 시작(11월)
2012년 예보 월드시티 불법주주총회(4월)// 월드시티 대표 법인청산 보호 요청 및 주주총회 부당성 제기 //월드시티 대표 석방(8월)//부산저축은행 파산(3월,8월)
2013년 한국 대법원 월드시티 대표 배임혐의 무죄(1월)// 캄보디아 법원 인용 예보 의결권 60%박탈(2월) //사업 약정 종료 선언(2011~2013최종)- 지분반환요구// 예보 불복
2014년 월드시티 지분반환소송시작
2015년 한국 대법원 손해배상 소송 각하(사업장이 캄보디아에 있기에)
2016년 캄코시티 부지 절반 대물변제 제안(4월) // 지분반환소송 1심 월드시티 승소(6월) // 한국 대법원 lmw-예보 대여금 소송 예보 일부 승소 (7월)  // 캄보디아 예보-월드시티 채권채무소송 기각(10월)
2017년 대물변제 상기시키는 공문1 (1월)// 예보 전 사장 사장간담회 제의(12월)
2018년 월드시티 대표 사장간담회에서 대물변제 제안(1월)// 대물변제 상기시키는 공문 2(2월) // 실무협상시작(2~4월)//예보 사해행위 취소소송 시작(5월) 
2019년 범정부 TF팀 항소법원 참관(6월)//월드시티 캄보디아 언론을 통해 공개 대물변제 의사 발표(6월)-공개 거부 //지분반환소송 2심 월드시티 승소(7월)//예보 상고(8월)//전 의원 주관 당장협의회(9월)//예보 판단착오 인정(10월)//범정부 대표단 방문(11월)//이대표 자진귀국 체포후 영장기각(11월)
2020년 부산저축은행 주주 승소 (2월) //부산저축은행 주주(대리인 예보) 가처분 (정관, 이사회, 주주변경, 토지임의매각 금지)취소 신청 기각 (10월) 
2021년 부산저축은행 주주 (정관, 이사회, 주주변경, 자산 임의매각 금지) 취소 신청 기각 확정(2월) 
2019년 5월 30일 추적 60분에서 캄코시티 시행사에 대해 )보도한 적이 있다. 크게 추적 60분에서는 주요 의혹들을 (첫번째 피해자들의 땅을 헐 값에 매각하려한다는 의혹, 둘째 변제 조차하지 않으며 변제 의지도 없다. 그래서 검찰에 고발당했고 이 대표는 행방불명이다. 셋째 부산저축은행의 김xx의 출소시기를 맞춰 모든 땅을 현금화 할 계획이다.) 방송했다. 이에 월드시티는
1. 김옥주 저축은행 비대위원장도 50헥타르 대물변제에 대해서 알게 되었고, 방송 끝부분에 "땅은 있으니까"라는 발언을 했다. 그러나 추적 60분팀은 50ha 대물변제 관련 정보를 반영하지 않았다고 한다.
2. 땅을 헐값으로 매각한다는 의혹은 명백한 허위사실이며 그 땅은 xxx1호 강제집행으로 시세 1000억 되는 땅을 400억 규모로 법원 경매로 넘어갔다고 말한다. 그러나 방송 예고에 "소문에 의하면 땅이 헐 값으로 매각되었다"라는 취지의 말을 하자 lmw는 이후 추적60분팀에 '법원 경매'로 넘어간 것이고 땅을 헐 값에 팔려고 한 적도 없고 팔 이유도 없다고 하며 강하게 항의했지만 방송에서는 전혀 의견이 반영되지 않았다고 전했다.
3. 변제조차 하지 않으며 변제의지도 없다에 대해서는 2016년 4월 1일, 2017년 1월 19일, 2018년 1월 사장 간담회, 그 이후 물밑 협상, 6월 18일 크메르 타임즈에서 소송승패 관련없이 50ha 대물변제 협상 제안 했고, 심지어 캄보디아 재판부는 2019년 7월 9일 선고 (Case 287) 판결문 F항목을 통해 2016년 4월 1일, 2017년 1월 19일 채무 변제 의사를 인정했다.
4. 김xx의 출소시기를 맞춰 모든 땅을 현금화 한다는 의혹은 과거에 김xx가 캄보디아 정부에 캄코시티 관련 거짓 공문을 보내 월드시티가 이에 '부산저축은행의 일방적인 입장이고 이는 거짓이다'라고 해명한 사례도 있었다고 말한다.[3] 게다가 항상 갈등 관계였다고 전한다.
5. 주주총회를 이대표가 조작했다는 것은 명백한 허위사실이며 오히려 예보가 이대표 구치소 수감당시에 월드시티 법인청산을 위한 불법주주총회를 열어 현재 부산저축은행이 지정한 제 3자들의 의결권 60%,주주로서 권한을 잃고, 정관변경, 토지 매각, 주주변경, 이사회 변경을 할 수 없게 되었다고 한다. (2013년 항소법원 확정) 지금 지분 60%는 단지 페이퍼 지분일 뿐이라고 반박했다. 실증적으로 예보 주주가 있다고 하더라도 개발이 가능한 이유는 당시 불법주주총회로 60% 지분을 가진 주주들이 권한이 정지되어있기 때문이라고 전했다.
6. 더불어 가장 중요한 것은 구글 어스에도 찾아보면 나오는 것처럼 유휴지로 땅이 있다는 점을 강조했다.
7. 훗날 추적 60분에 나온 모든 의혹에 대해서 2020년 7월, 8월 모두 무혐의로 밝혀졌다.

2019년 6월 14일  한국일보에 따르면 "2011년 부산저축은행의 부실 대출 사태 이후 캄보디아에 묶여 있는 6,500억원 상당의 채권을 회수하기 위해 14일 국회와 법무부, 부산시, 예금보험공사 등 관계 기관이 현지로 총출동했다. 당초 이날 예정돼 있던 이른바 ‘캄코시티 사건’ 재판에 참석, 저축은행 피해자 구제에 유리한 판결을 이끌어내기 위해서" 라고 밝혔다. 그러면서 예보측 관계자는 “과거 현지의 유사한 재판 결과들을 분석한 결과, 논리만 가지고는 이길 수 없는 재판으로 판단했다”며 “국회와 정부의 지속적인 관심이 필요하다”고 설명했다. 더불어, 전재수 의원은 “인터폴 적색수배 중인 이씨가 하루 빨리 구속되고, 캄코시티가 한국-캄보디아 양국의 모범적 개발사업이 될 수 있도록 적극 지원할 것”이라고 강조했다 크메르 타임즈에도 이와 관련한 기사가 나왔지만 현재는 삭제되었다.
2019년 6월 14일 계획되어있던 2번째 파기환송심에서 한 재판관은 모친상, 한 재판관은 병가를 사용해 재판이 27일으로 연기되었다. 2번째 파기환송심 항소법원 변론 종결 재판의 주요 내용은 월드시티와 부산저축은행 사이의 사업약정서 (lmw,부산저축은행, 월드시티 또는 그 관계인이 본 약정 또는 월드시티의 경영과 관련하여 횡령, 배임 등의 고의 또는 중대한 과실에 가한 불법행위로 본 약정을 이행할 수 없거나 월드시티의 경영에 손해를 끼쳐 월드시티에 재산적 손해를 미치게 하였을 경우에는 lmw, 부산저축은행 및 월드시티는 본 약정을 해지할 수 있으며, 손해를 끼친 당사자는 나머지 상대방에게 배상하여야 한다)의 조항에 의한 것으로 알려져있다. 캄보디아 지분반환소송과는 별개로 과거 lmw는 한국에서 2011년 부산저축은행을 상대로 사업약정 미이행에 대해 손해배상 소송을 진행했다. 1심 (예보 승소), 2심 (월드시티 승소). 그러나 대법원에서는 소의 이익이 없다고, 즉 토지는 캄보디아에 있고 그 토지의 사법관할권은 캄보디아에 있으니 파기 자판으로 각하 판결을 내렸다. 그래서 캄보디아에서 지분반환소송을 하게 된 것이라고 한다. 이후 2014년 캄보디아 항소법원에서는 지분에 관한 사법관할은 캄보디아에 있다고 판결을 내렸다고 한다.
2019년 6월 18일에 크메르 타임즈에
1. 애초에 채무관계는 월드시티와 lmw와의 관계일 뿐 부산저축은행과 아무런 채권, 채무 관계가 성립하지 않는다.
2. 아무런 채권채무 관계도 없는 월드시티는 lmw와 부산저축은행의 분쟁 해결을 위해 50헥타르를 대물변제해달라는 요구를 계속 해왔으나 예금보험공사는 일방적으로 거부하고 월드시티에 사해행위 취소소송을 제기함과 동시에 이 민사 재판이 끝나지도 않았는데, 이대표를 검찰에 고발하였다. 앞서 말했듯 월드시티는 lmw와 관계있으며 부산저축은행과는 아무 관련이 없다.
3. 또 기사에 의하면  "만약 예보가 캄코시티 사업권을 가지게 되면 투자가 가속화될 것"이라고 발언을 한 것에 대해 '예보는 캄코 뱅크, 신공항, 고속도로를 원금의 40%수준으로 매각했고, 예보는 매각, 정리를 하는 회사이지, 투자를 유치할 권한은 없다며' '예보가 이러한 발언을 하는 것은 본인들이 2011년부터 회수를 하지 못한 책임 때문에 캄보디아 정부에 거짓말을 하고 있다'는 점을 밝혔다
4. 더불어  부산저축은행의 불법 pf대출액이 4조 5천억원가량되는데, 월드시티는 lmw로부터 1억 3천7백만달러(약 1500억)를 빌렸다. 그러나 1억 3천 7백만 달러를 빌린 회사가 전 피해액의 상당부분을 메워야 하는 점이 이해가 되지 않는다고 기술한바가 있다.[6]
5. 그럼에도 불구하고 월드시티는 언제든지 lmw와 부산저축은행사이의 분쟁의 종결을 위해 열린 마음을 가지고 있다고 말하며, 설령 재판에서 승소해도 예보와의 협상의 문은 계속 열려있다고 말한다.

부연설명 시행사 대표는 부산저축은행 사건 당시 배임혐의로 (캄코시티 시행사 lmw 대표이사와 직위 박탈 여부에 중요한 형사재판)1심에서 5년을 받았으나 2심 ,대법원에서 무죄를 받았다. 특히 대법원 판결문에 의하면 "이 사건 각 캄보디아 사업이 처음부터 실패가 예정된 무모한 사업이라고 보기 어렵고, 피고인 이대표는 위 각 사업에 관한 나름의 전문성과 경력을 갖추고 어느 정도 구체적인 사업계획을 마련하였던 점. 피고인이 부산저축은행 경영진에게 사업의 성공가능성만을 과장하면서 부산저축은행 그룹의 사업참여를 적극적으로 권유하였다고 볼 수 없고, 일부 사업의 경우 오히려 피고인 부산저축은행 김xx이 적극적으로 사업참여를 제안하기도 하였던 점, 대출에 관한 부산저축은행의 내부 의사결정 과정에 개입한 것으로 볼 수 없고, 부정한 청탁을 하거나 금품을 제공하였다는 자료도 없는 점으로 무죄로 판단하였다." 이대표는 인천공항 신공항건설 당시 건설관리본부장과 개발사업단장을 역임했다.
2019년 6월 18일 캄보디아 언론 Property Area 제목 'CAMKO CITY responds to the unlawful influence from the Korean politician to the Cambodian Court'에 따르면 부산저축은행의 불법 대출액이 4조 5천억원가량 되는데, 월드시티는 단지 lmw로부터 1400억원을 빌렸다는 입장을 드러냈다. 그럼에도 월드시티는 한국 lmw를 대신해 50ha의 땅을 양도(cede)한다는 제안을 해왔지만 예금보험공사는 계속 거부해왔음을 밝혔다. 그리고 현재 월드시티 대표가 인터폴 적색수배 리스트에 올라있다는 점에 대해서는 캄코시티 건과 전혀 무관한, 민사재판 영역인 사해행위 취소소송이 끝나지도 않았음에도 형사 건으로 고발하고 '조사'를 위해 국내송환을 추진했다고 항변했다. 이에 월드시티 대표는 '지분반환소송 등 캄코시티 관련한 일들이 매우 긴박하게 돌아가고 있기 때문에 '서면으로 조사에 최대한 협조하겠다'는 공문(written statement)을 보냈지만 비정상적으로 아무런 due consideration 도 없이 체포영장과 인터폴 수배를 내렸다고 반론했다. 그러면서 2011년 부산저축은행 사태 발생시 월드시티 대표도 부산저축은행 비리에 관여했다는 배임 혐의로 한국에서 수감생활을 했지만 결국 대법원에서 무죄로 판결받았다는 점을 기술했다. 그럼에도 예보는 2013년 부산저축은행 사태 배임혐의 무죄 확정판결 받은 내용은 무시한채, 2011년 대검 중수부 수사결과와 검사 공소장을 바탕으로 어떻게든 죄를 만들어보려는 시도를 하고 있다는 주장을 펼쳤다. 결국 요점은 월드시티는 시행사 대표가 캄코시티와 관련없는 민사 재판이 끝나기 전에 형사 건으로 동시에 고발되어 '조사'를 위한 체포영장, 인터폴 적색수배 리스트에 오른 것이라고 언급했고, 더불어 예보가 참여만 한다면 진정으로 협상할 의지가 있음을 드러냈다. 다시한번 언급하지만 채무 변제에 원금+이자까지 변제한다는 점을 분명히 밝혔다.훗날 예보는 이 제안을 거절했다.
2019년 6월 20일 글로벌 이코노미에 따르면 예보는 "부산저축은행과 월드시티 간의 직접 채권관계가 성립한다"고 밝히고 있다. 다시 말해서 대한상사중재원에서 월드시티는 부산저축은행의 채무자라는 중재판결을 받았다는 것이다. (ktb2호 펀드) 더불어 월드시티가 50ha 대물변제 제안한 것에 대해서는 월드시티는 대출만기 이후 대출원리금을 전혀 상환한 적이 없으며 채무상환 협상과 관련해 사업부지 소유권, 법인 재무상태 등 확인을 위한 자료 제공을 거부하는 등 기본적인 협상절차에도 비협조적이었다는 것이다. 아울러 대물변제를 요구하는 것은 당초 사업 약정과 다른 무리한 주장이라고 예보 측은 덧붙였다. 이에 대해 월드시티는 "예보는 대물변제에 대해 언론에 공식적으로 인정한 것"이라며 대물변제 요구하는 것이 사업약정과 다른 무리한 주장이라면, 부산저축은행이 사업 약정을 어긴 손해배상 재판에는 왜 온갖 여론의 집중을 받아야 하는가에 대해 의문을 제기했다. 게다가 지금까지 주채권 채무 관계에서 벗어났기도 하고 충분한 변제 능력이 있었음에도 무리한 가압류 시도를 계속 해왔던 전력이 있고 당사자들은 분명히 알텐데, 제공한다는 50ha 토지를 제외한 사업부지 소유권을 요구하는 이유가 무엇인지 궁금하다는 뜻을 밝혔다.
2019년 6월 27일 캄보디아 파기환송 재판에서는 부산저축은행이 은행측의 직접투자와 금융 자문을 전제로 월드시티 지분의 60퍼센트를 주기로 하였는데, 부산저축은행의 파산으로 해당 약정을 지키지 못한 은행측에 대한 현지법인으로의 60퍼센트 지분반환과 그에 따른 수익분배권 반환에 관련한 문제를 다루었다. 재판은 3시간정도 진행되었고, 선고는 2019년 7월 9일로 결정되었다. 주요 변론 내용 下
- 예보측: lmw가 파산되었기 때문에 이대표는 영향력이 없고, 26일 lmw와 예금보험공사 사이의 화해계약서를 체결했다.
- 월드시티측: 파산, 화해계약서 등은 캄보디아 법률에 인정되지 않는다. 그러기 때문에 예보측이 말한 부분은 효력없다.
- 예보측: 사업계약서상 USD30,000,000 지급할 돈을 다 지급했으니 계약을 이행했다.
- 월드시티측: 단순히 지급할 돈이 초점이 아니라, 금융 자문 펀드 형식으로 지원이 되기로 했었다. 그러나 부산저축은행 측은 금융자문을 8년째 안해주고 있다. 이는 계약의 미이행으로 간주되기 때문에 지분 60%을 반환하라.
- 예보측: 사업 수익 60%는 사업약정서상 투자하기로 된 USD30,000,000를 투자를 했기 때문에 수익 배분을 위한 60%의 지분을 돌려받아야 한다. 이 60%의 지분은 사업 성공과 관련없이 주기로 되어있었다.
- 월드시티측: 아니다 성공했을 경우 주기로한 대가성 60%이다. 다시말해서 애초에 2005년 8월 9일 사업 약정 체결, 2005년 8월 10일 추가 약정을 체결했을 때 LMW는 월드시티의 지분을 100%를 가지고 있었는데, 부산저축은행에 수익 배분을 '담보'하여 60%를 이전했던 것 뿐이고, 사업 약정이 종료되면 이 또한 반환되기로 했다. 2010~2011년 수차례 공문을 보냈지만 2012년 파산 직전까지 부산저축은행은 아무런 답변을 하지 않았고, 2013년 사업 약정의 종료를 선언한 이상 부산저축은행이 제 3자를 지정해 배분한 수익 배분의 담보 성격인 60%를 돌려받아야 한다.  (이부분에서 2시간 넘게 공방이 이어졌다고 하지만 예보측 변호사는 결국 월드시티 측 논리를 인정했다.)  재판부는 '7월 9일까지 주주간 협의가 이루어져 합의문이 나온다면 선고기일 전까지 제출하라'고 말한바 있다. 6월 18일자 크메르타임즈에 의하면 월드시티는 lmw를 대신해서 채무를 갚는 것(repayment)을 회피할 생각이 없고 오히려 월드시티는 lmw를 대신해 모든 분쟁을 끝내기 위해 협상하고 싶다는 의지를 드러낸 바가 있다.[10]

2019년 6월 30일 국제신문에 의하면 27일 최종변론일에 재판부가 협의된다면 협의문을 제출하라는 권고에, 예보 측과 전재수 의원측은 6500억이라는 천문학적인 액수로 사안이 중대하고, 이대표는 잠적해 합의할 방법이 없으니 최종심을 목표로 두고, 양국에 형사사법공조가 체결되어 이 대표를 체포하는 방향으로 나아가야한다고 말한바가 있다. 더불어 '5년 동안 진행된 소송에서 이 대표 측의 입장을 수용했던 현지 재판부의 분위기가 최근 한국 측의 적극 대응으로 바뀌고 있는 것으로 볼 수 있다'고 밝히고 있다.
2019년 7월 2일 오마이 뉴스에 의하면 '캄코시티 사업과 관련된 소송에 관해 국내 일부 언론들은 예보 측 주장을 그대로 받아 적어 캄보디아 정부가 캄코시티 문제 해결에 매우 협조적인 편이라고 보도한 바 있다. 문재인 대통령이 신남방정책의 일환으로 지난 3월 캄보디아를 방문한 것도 영향을 미쳤다고 해석했다. 하지만, 캄코시티 사업 및 내부 사정을 잘 아는 현지 전문가들이 감지한 현지 분위기는 이와 다소 차이가 있다'며  '캄코시티 사업에 대해 잘 아는 현지 전문가들의 생각은 예보 측의 기대와는 사뭇 다르다. 재판에서 예보가 승소한다고 하더라도 자금 회수는 큰 성과를 내기 어렵다는 주장이 더 많다.
2019년 7월 4일 파이낸셜투데이에 의하면 '지분반환 재판이 순항하고 있는 것으로 알려진 것과 달리 캄보디아 현지 상황은 긍정적이지 않은 것으로 드러났다. '예보는 피해 금액 회수율을 높이기 위해 반드시 재판에서 승소해야 하는 입장이다. 부산계열 저축은행 피해자는 3만8000여명, 피해 금액은 6200억원에 달하지만 지난 8년간 회수한 금액은 25%에 불과하다. 저축은행 부실사태에 투입된 공적자금 27조원의 회수율이 지난해 기준 약 45% 수준인 것을 감안하면 낮은 수준이다.'라고 한다 그러면서 예보에 대한 토지 저평가, 매각에 관한 의혹제기를 했다. 추가 기사 예보 1600억 가치 봉안당, 100억에 매각추진
2019년 7월 9일 캄보디아 현지시간 8시 (한국시간 10시) 2번째 파기환송된 3번째 항소 재판에서 캄코시티 시행사 월드시티가 지분반환소송에서 승소했다. 이번 결과로 월드시티는 “하루빨리 예보는 피해자분들을 위해 50헥타르 대물변제에 관한 협상을 진행해야할 것”이라며 “(무죄이지만) 불미스러운 사건과 관련된 기업이라는 것에 대한 책임감과 투자파트너들의 신뢰때문에 어떻게든 사업을 성공시켜 보답할 생각밖에 없었다며, 지금도 “2011년에 회수되었다면 예보의 회수율로 보면 피해자분들, 투자자들에게 안타까운 결과가 도래했을 것은 자명한데, 그것은 상상만 해도 끔찍하다”고 말했다. 비록 피해자분들의 아픔에 비견될 수 없지만 원금의 3배되는 땅을 약속함으로써 불미스러운 사건과 연관된 기업 중에 유일한 캄코시티가 조금이나마 아픔을 덜어드렸으면 좋겠다고 말했다. 다만 예보가 협상에 응해야 가능할 것이라고 못박았다.
2019년 7월 9일 연합뉴스에 따르면 김옥주 부산저축은행 비대위원장은 부산저축은행 채권 6천500억원이 걸린 '캄코시티' 관련 캄보디아 현지 소송에서 예금보험공사(예보)가 패소한 것을 두고 "이미 예견된 결과"라고 말했다. 김 위원장은 이번 재판을 앞두고 예보측은 캄보디아 현지 동행을 제안했으며 "패소할 게 뻔한 현지 재판에 동행하자고 한 것은 '예보가 피해자를 이 정도로 생각하고 있다'는 보여주기식 행태라고 볼 수밖에 없었다"고 주장했다. 더불어 "예보가 갑자기 최근 들어 부산저축은행 문제 해결을 운운하는 것을 보고 어이가 없었다"고 밝혔고, 지분반환소송에 상고하는 것도 당연하다는 뜻을 드러냈다. 그러면서 김 위원장은 "그동안 예보가 비슷한 재판에서 보여준 적극적이지 않은 행보 등으로 보아 캄코시티 재판은 예보에만 맡겨서는 안 되며 우리 정부가 나서야 한다"고 말했다.
2019년 7월 10일 헤럴드 경제에 의하면 예보는 "다시 도전, 포기하지 않는다"라는 뜻을 밝히면서 캄보디아 현지 사법체계를 감안해 대법원의 직접 판결(파기 자판) 요청을 검토하고, 오는 11월 훈센 캄보디아 총리 방한 시 정부차원의 적극적인 설명과 요청을 준비한다는 방침을 드러냈다.' 그러면서 '시행사 대표가 여전히 현지에서 로비 등 강한 영향력을 행사하고 있는 것으로 보고 국내 송환을 적극 추진한다'고 밝혔다.
2019년 7월 15일 오마이뉴스에 따르면 '수 천만원대 뇌물수수 혐의로 수사를 받아온 예금보험공사(이하 예보) 노동조합 위원장 한아무개씨가 최근 구속 기소돼 재판에 넘겨진 가운데, 검찰이 한씨에게 뇌물을 준 혐의로 캄보디아 국적 취득 교민사업가를 국내 송환하겠다고 밝혔다. 하지만, 과연 국내송환이 제대로 이뤄질 수 있을지는 의문이다.'고 말하면서 설령, 양국간 형사사법공조조약이 올해 체결된다 하더라도, 당장 실효성을 발휘하기 어렵다는 분석도 나오고 있으며  양국 정부 실무자들간 세부내용 조율과 합의가 좀 더 필요하기 때문이다. 외교부 관계자도 "양국간 본 조약이 체결되더라도 곧바로 성과를 거두기는 어렵고, 최소 1년 정도 시간이 소요될 것으로 예상된다"고 말했다. 추가 관련기사 예금보험공사 노조위원장 비리혐의로 구속, 노조위원장의 비리는 빙산의 일각, 전면적인 수사 확대 불가피
2019년 7월 16일 뉴스핌에 의하면 위성백 예보사장은 11월까지 캄코시티 관련 승부수를 띄운다고 말했다. 앞서 언론보도와 마찬가지로 시행사 대표의 검거, 판결문이 나온 이후 면밀히 분석해 상고, 아세안 훈센총리 방한시 훈센총리에게 사안의 중요성을 설명할 기회를 만들기 위해 노력하겠다고 밝혔다.
2019년 7월 15일 캄보디아 항소법원의 판결문case 287 2019년 7월 9일 선고가 나왔다.
뉴스핌에 따르면 위 사장은 항소심 패소와 관련 "판결문을 봤지만 캄보디아 판결 이유를 이해하기 어려웠다"며 "명확한 근거없이 반대편(사업가 이모씨)의 논리를 받아들이고 있다"고 토로했다. 이에 판결문 주 논리를 쉽게 설명하면 사업약정을 어기고 또 파산한 주주 2명이 월드시티 지분 60%를 차지하면서 새로운 분쟁을 제기하는 등 사업 정상화에 심각한 데미지를 주었다(판결문에서는 파산한 집단이 주주로 있는 곳에 누가 투자하겠냐고 언급-H항목 가집행의 요구). 이런 와중에 예보는 한국에서 이미 대여금 재판을 종료했고(지연이자 21%) lmw에 채무 변제를 요구하고 있으나 lmw는 대법원 판결 하의 의무로서 채무를 상환하지 않으니, 그 돈을 받기 위해 캄보디아 법원에 월드시티 지분 60%을 요구하고 있다. 그러나 현재 다루는 소송의 주제는 '지분 반환'으로 채무와 관련된 소송이 아니다. 즉 채무를 갚지 않는다고 지분을 요구하는 것은 논리적으로 맞지 않다. 심지어 예보는 이미 한국 사법권 관할에서 대여금 재판을 끝냈기 때문에 캄보디아 법원에 이를 제기하는 것은 적절치 않다. 설령 채무와 관련해도 월드시티가 lmw에 아직 변제를 해야할 기일이 도래하지도 않았음에도, 월드시티 대표는 사업정상화를 위해 lmw를 대신하여, 부산저축은행에 2016년 4월 1일, 2017년 1월 19일 등 계속된 채무 변제 의사를 드러내었다. 그럼에도 계속적으로 예보는 거절했고, 더욱더 분쟁을 크게 만들었다. 사업약정을 어긴 점을 근거로 해도 월드시티에게 지분을 주는 게 타당할 뿐더러, 심지어 사업정상화에 심각한 데미지를 준 점에도 월드시티 주주는 지분을 돌려받아야 한다. 다른 한편으로 한국에서 대여금 재판을 종료했으니 캄보디아에서는 월드시티가 lmw에 채무를 갚도록 지분을 돌려주어야 할 이유도 있다.  즉 재판부는 예보의 "왜 돈을 안내놓냐"는 주장에 "니네 한국에서는 돈불리면서 캄보디아 주주로서 사업 계약 이행도 안하고 손발을 꽁꽁묶어놓았잖아"라는 논리를 편 것이다. -편집자
- 가장 최근의 사업정상화의 심각한 데미지를 야기할만한 시도에 대해 질의하니, 2019년 4월 월드시티 주주 2명(대리인 예보)은 60%를 소유하고 있다는 이유로 캄보디아 1심 법원에 월드시티에서 행하는 모든 활동 (처분, 영업, 교환, 리스, 월드시티 소유권 이전, 토지를 담보잡는 것 등등)에 대한 제한(Restriction)을 요청했던 적이 있다고 말한다.

2019년 8월 5일 mbc스트레이트에 의하면 예금보험공사는 캄코시티 자산 회수를 위해 소송을 확실히 할지, 협상을 할지 정하지 못한 채 5년 동안 확실하지 않은 상태로 있었다고 말했다. 그러면서 노력을 하지 않은 것은 아니라고 하면서, 캄보디아 대기업 몇 곳에 lmw가 가진 채무와 월드시티 지분 60%를 6400억원에 팔겠다는 의향서를 주고 받았다고 한다. 의향서 내부에는 kdic는 월드시티의 지분 60%를 가지기 위한 모든 책임을 질 것이라고 명시되어있다.(We will take all responsibilties of the current and future legal frame work of capturing 60% share of World City Co.Ltd) 이에 스트레이트 mc주진우 기자는 소송에서 이기지도 않았는데? 라는 어조의 발언을 한 바가 있다.  현재 월드시티 주주들과 예보 (부산저축은행이 지정한 제 3의 주주 2명) 사이의 지분반환소송이 진행되고 있다. 이에 대해 월드시티는 지금 소송중임에도 불구하고 더불어 2011년 예보의 불법주주총회 영향으로 주주 권한 정지된 상태인데도 불구하고 예보는 lmw가 가진 채무와 월드시티 주주지위를, 현재 원주주들의 동의를 받지도 않은 상태에서 캄보디아 대기업(대표적으로 로얄그룹)에 6400억에 팔겠다는 시도는 '사기'라고 밝혔다. 그러면서 다른 기업도 이에 속지 않도록 주의부탁한다고 말했다.
2019년 9월 25일 뉴스1에 의하면 국회에서, 민주당 부산시당에서 주최한 '캄코시티 사업 정상화를 위한 당정협의회'를 열었다. 이날 당정 협의회에는 전재수 의원 등 더불어민주당 관계자와 위성백 예금보험공사 사장, 총리실·금융위원회·외교부 등 정부 부처와 유관기관 고위관계자들이 참석했다. 이 자리에서는 시행사 대표 송환과, 훈센총리 방한시 설득 등의 의제를 논의했다. 논의 결과 "아직 확정되지는 않았지만 총리실 중심으로 하면 좋겠다'는 의견이 나왔다고 전했다. 과거 이에 월드시티는 과거 6월 18일 크메르타임즈 등 다수 캄보디아 언론에 '예보가 사업을 잡으면 투자가 가속화될 것이라는 주장에 예보는 정리,매각을 하는 회사이지 투자를 유치할 권한이 없다'며 '과거부터 회수하지 못한 책임을 회피하기 위해 캄보디아 정부, 언론에 거짓말을 하고 있다'는 보도를 낸 적이 있다. (실증적으로 시엠립 공항, 예보가 당시 회수할 때 사업권을 박탈당했다) 그러면서 변제를 회피할 생각이 없으며 50ha 대물변제 협상하자는 의지를 드러냈고 이에 재판부도 또다시 주주간 협의를 진행한 후 협의문을 법원에 제출하라 했지만, 6월 30일 국제신문 기사에 전재수 의원 측과 위성백 사장 측은 '6500억이라는 천문학적인 액수로 사안이 중대하고, 이대표는 잠적해 합의할 방법이 없으니 최종심을 목표로 두고, 양국에 형사사법공조가 체결되어 이 대표를 체포하는 방향으로 나아가야한다'고 말하면서 거부의사를 밝혔다. 해당 주주간 협의는 6월 27일 변론 종결일에서 예보 변호사가 월드시티가 주장한 ' 부산저축은행에 대가성 수익 배분 담보성격으로 60% 지분을 임시적으로 넘긴 것'이라는 사실을 인정한 이후의 권고였다. (판결문 case 287 A사실 인정 항목)  이후 7월 9일 캄보디아 재판부는 월드시티가 예보에 2016년 4월 1일, 2017년 1월 19일자 (50ha대물변제) 채무 변제 의향을 드러낸 것을 바탕으로 월드시티는 lmw를 대신해 채무를 변제할 의지가 있었다고 판단했다. (판결문case 287 f 항목 'lmw가 변제를 거부한다는 의견)  해당 판결문이 2019년 7월 15일에 나오고 10일이 지나서 충분히 확인했을 가능성이 있음에도 불구하고 2019년 7월 26일 보도에서 예보측은 다시한번 협상의지가 없다는 이야기를 드러냈다. 기사에 따르면 예보는 2019년 8월 9일 상고했으며 10월 쯤에 상고이유서를 제출한다는 계획을 발표했다.
2019년 10월 14일 연합인포맥스에 따르면 예금보험공사 관계자는 정무위원회 국정감사에서 "채무자가 자기한테 유리한 조건만 내걸고 실제로는 협조하지 않는 불합리한 태도를 보여 정석대로 대응하고 있다"며 "국회가 관심을 보여주고 정부도 총리실, 금융위원회, 외교부 등이 적극적으로 나서면서 상황이 바뀌고 있다"고 말했다. 게다가 예보는 이 원리금과 함께 캄코시티의 경영권을 회수해 부산저축은행 피해자의 피해 보전에 사용할 계획이었다고 언급했다. 이에 월드시티 관계자는 "예보는 2018년 예보 전 사장이 월드시티 대표에게 제안한 사장간담회를 제외하고 단 한번도 자발적으로 협상하자는 말을 한적이 없다"고 하면서 "한 건을 제외하고 전부 월드시티가 협상을 제안했지만 예보는 실무 협상에서 캄코시티 부지 절반과 그외부지 근저당설정, 수익배분권 60%까지 전부다 달라"고 했다는 것이다. 그리고 '캄코시티 경영권'을 회수해 피해자들의 피해보전에 사용할 계획이라고 하는 것에 대해서는, 2012년 시행사 대표가 형이 확정되지도 않은, 구치소 수감중에 예보는 캄보디아에서 월드시티 불법주주총회를 열어 시행사 대표와 주주를 제외시키려함과 동시에, 월드시티 법인 청산을 통해 월드시티의 부지를 매각해 자금을 임의적으로 회수하려했었다고 한다. 그리하여 시행사 대표는 캄보디아 법원에 주주총회의 부당성을 주장하면서 법인청산 보호와 관련한 소를 제기해 부산저축은행이 지정한 제 3자 주주들은 그들이 행사하려던 의결권 60%를 잃은 상황이라고 전했다. (캄보디아 항소법원 case.168 2013년 2월 18일 확정)
2019년 10월 16일 매일경제는 "최근 부산·경남(PK) 지역 민심 이반 우려가 커지는 가운데 여권이 피해자 3만8000여 명을 낳은 부산저축은행 사태 해결에 사활을 거는 모습이다. 그러면서 부산을 지역구로 둔 여당 의원들과 정무위원들이 범정부 차원 대응을 촉구하고 나선 것은 3만8891명에 달하는 부산저축은행 피해자를 구제할 수 있는 방법을 모색하기 위해서이며, 최근 PK 지역에서 지지층 이탈에 대한 염려가 짙어지며 당정이 부산 민심 반전에 총력을 기울이고 있는 것이다" 라고 밝혔다. 2019년 6월 14일 지금과 같은 구성의 한국 범정부 사절단(예보 및 정치인 주장에 의하면 해당 집단은 범정부 tf이고， 월드시티 주장에 따르면 해당 집단은 개인적인 이익을 위해 온 집단이라고 보도)은 캄보디아 항소법원 앞에서 '우호적인 판결을 내려달라'는 취지로 캄보디아 언론을 통해 인터뷰를 한 바가 있다. 이에 월드시티는 2019년 6월 18일 캄보디아 언론을 통해서 정치인의 방문은 2020년 총선 시기와 우연적으로 일치한다고 보도하면서, 재판개입을 적극 중단하고 예보가 참여한다면 월드시티는 피해자들을 위해 50ha 대물변제하고 싶다는 의지를 드러냈지만 당사자들은 거절했다. 8월 9일 상고했고 10월 14일 상고이유서를 (월드시티가) 받았다고 한다.
부연설명 한 언론 기사에 따르면 "예금보험공사 측에 따르면 예보가 월드시티로부터 받아야 할 돈은 원금에 지연 이자를 더해 6500억원 규모다. 부산저축은행 파산으로 인한 피해 금액은 6200억원 규모고 피해자 수는 3만8000여명이다. 캄코시티 채권회수만 성공한다면 피해보상 100%도 가능하다"고 언급했다. 그러나 이는 거짓이며 월드시티와 예보는 아무런 채권채무관계가 없으며, 채권채무와 관련한 소송은 이미 현지에서 기각되었다. (채권채무 소송 기각과, 예보가 주장하는 6500이라는 숫자는 대법원 확정판결 이후 허위임을 밝힐 예정이라고 편집자에게 전함) 더불어 예보는 그들이 주장하는 회수금액의 12%(780억)만 피해자에게 피해보상 한다고 밝혔다.
2019년 11월 14일 한겨레에 따르면 대한민국 -국무총리실 -국무조정실 -2차장 산하에 있는 경제조정실장이 범정부 대표단 단장이 되어 14,15일 1박 2일 일정으로 캄보디아 CDC 장관을 만나 캄코시티 정상화를 논한다고 전했다. 그러면서 '캄코시티 사업이 정상화되고 개발이익이 현실화되면 1조원이 넘는 채권을 회수할 수 있는 것으로 추정된다'고 밝혔다.월드시티 관계자는 아무리 당사자들이 불법주주총회를 한 전력이 있더라도, 그리고 월드시티와 직접채권채무관계가 없더라도 월드시티는 lmw를 대신해 사업정상화와 피해자들을 위해 2016년부터 50ha(캄코시티 부지 절반)을 받아가라는 입장을 드러냈지만 당사자들은 지속적으로 거절했다. 그럼에도 불구하고 본인들의 불법 주주총회, 채권채무소송 기각, 월드시티의 50ha대물변제 의향에 대해서는 한마디 언급도 하지 않고, 아무런 법률적 근거없이 캄보디아 정부를 압박하고 있는데, 이 전 과정은 캄보디아 정부를 무시하는 것밖에 안된다고 주장했다.
2019년 11월 28일  월드시티 대표의 구속영장이 기각되었다. 과거 월드시티는 2019년 6월 캄보디아 보도자료를 통해서, 예보 및 당사자들은 민사건이 끝나지도 않았는데 월드시티 대표를 형사건으로 고발했다고 하면서, 어떻게든 죄를 만들기위해 노력하고 있다고 보도한 바가 있다. 게다가 2016년 4월 이래로  캄코시티의 사업정상화와 피해자들을 위해 캄코시티 부지 절반(50ha)를 양도하고 싶다는 의사를 드러냈지만 당사자들은 지속적으로 거절했다. (크메르타임즈 공개협상제안 거부) 그럼에도 불구하고 국가가 나서서 범죄자 만들기를 하고 있다고 밝혔다. 월드시티에 따르면 "2011년 예보가 불법주주총회로 법인청산을 하려했는데 그 때 회수되었으면 예보가 지금 주장하는 6700억이라는 금액을 주장도 못했을 것"이라고 주장했다.
부연설명 월드시티에 따르면 이대표의 혐의가 재판으로 넘어가면 오히려 피해자들에게 2016년부터 50ha의 대물변제 계속 주장해왔다는 것을 육성으로 들을 수도 있을 것이고 예보와 정치인이 지금까지 거짓말해온 채권액, 각종 허위사실들이 밝혀질 기회라고 밝혔다. 피해자들이 이대표의 형사재판을 방청하면서 예보와 정치인, 공무원들이 지금까지 거짓말해왔던 것을 보실 것을 오히려 독려한다고 주장했다. 핵심은 2011년 불법주주총회로 인한 예보 주주 권한 정지, 월드시티-예보 채권채무소송 기각(예보가 2016년에 캄코시티 부지를 가압류하였는데 법원에는 채권채무 관계가 아니라는 이유로 기각했다, 더불어 2019년 11월 채권채무 관계가 아님에도 가압류하여 손해를 끼쳤다고 이대표가 예보에 손해배상을 청구했는데, 캄보디아에 대법원에서는 불법행위를 인정하나, 손해배상 액수에 대한 근거가 충분치 않다는 이유로 파기환송시켰다. 즉. 캄보디아 대법원에서도 불법으로 손해를 끼쳤다는 것을 인정한 것이라고 한다)  월드시티 대표의 lmw를 대신한 50ha대물변제 제안이다. 2012년 예보가 불법주주총회를 해서 주주권한정지를 당하기 전 2005~2010년까지 부산저축은행 측은 회계장부 관리, 토지등기증서 관리 등을 직접하면서 자금 집행, 토지 매각과 관련한 모든 부분은 이대표가 손을 댈 수도 없었고 더불어 이대표는 캄코시티 시행만을 담당했기 때문에 부산저축은행측에 기형적으로 유리한 구조였다. 게다가 부산저축은행이 회계, 토지 모든 관리를 했고 거기다 수익분배권 60%를 담보로 월드시티 지분 60%까지 넘겨줬기 때문에 아주 강력한 담보조치라고 주장했다. 그럼에도불구하고 예보는 2011년 이대표가 구치소에 들어가있을 때 본인들 마음대로 불법으로 이대표와 이대표가 지정한 자를 주주에서 해임하고, 예보 직원 하나를 임의로 주주로 선출하면서 월드시티 법인 청산을 하려했는데, 이것을 이대표가 발각하여 캄보디아에 법인청산을 보호하기 위한 소를 제기했다고 한다. 결국 이대표가 2013년 대법원에서 배임혐의 무죄 확정판결을 받고 캄보디아 항소법원(이 재판은 결정,명령이기 때문에 항소법원이 최종)에서도 이대표가 제기한 '불법주주총회로 인한 부산저축은행 측 주주 2명을 권한정지하고(의결권 60% 박탈) 임의로 선출된 예금보험공사 주주를 제외한다'는 내용이 인용되면서 예보는 어떠한 힘도 못쓰게 된 것이라고 밝혔다.  
2019년 12월 11일 비즈니스 워치에 따르면 "위성백 예금보험공사 사장이 지난 10일 출입기자 송년 오찬에서 지난 1년 동안의 유일한 성과로 캄코시티의 사태의 주요 관계자인 이 모 월드시티 대표의 입국을 꼽았다"고 하며 예보가 참여한 해외불법재산환수 합동조사단은 이 대표를 곧바로 체포하고 구속영장을 청구했지만, 법원이 기각했다고 전했다. 기각사유에는 이 씨에 대한 체포영장 범죄사실과 본건 구속영장 청구서 범죄사실이 사실관계 구성이나 법률적용에서 상당한 정도로 다른 측면이 있다'는 게 법원의 판단이었다며, 그동안 예보와 검찰 등 부산저축은행을 둘러싼 당국이 이 대표를 부산저축은행 사태의 주범으로 지목해왔지만 실제 이를 뒷받침할만한 증거는 부족했다는 얘기"라고 밝혔다.이에 월드시티는 사실관계 구성이 다른 이유는 이미 재판이 진행되어 종국을 맞이한 재판에 대해 고려하지 않은채 검찰이 예보의 주장을 받아들였기 때문이라고 하며 그러면서 제일 중요한 부분인 '채무'와 관련해서 캄보디아 법원, 한국법원을 통틀어서 한번도 부인한적 없다고 밝혔다. 오히려 예보의 불법주주총회에 법인청산을 반대하고 개발을 성공시킨후 사업정상화와 피해자들을 위해 캄코시티 토지 절반을 가져가라고 이야기했지만 예보는 지속적으로 거절했다. 더불어 캄보디아에서 송환되었다는 주장은 거짓이며, 송환이 되려면 캄보디아에서도 송환재판을 거쳐야 하며 그 과정도 꽤 오래걸린다고 밝혔다. 그럼에도 불구하고 과거에 이대표가 검찰에 '일이 어느정도 정리되면 들어가서 조사를 받겠다'고 변호인 의견서를 낸 점이 있기 때문에 자진에서 들어왔다고 밝혔다.   
2020년 2월 27일 지분반환소송에서 월드시티가 패소하였다. 과거 항소법원에서는 lmw와 예보의 분쟁으로 인식하여 한국관할에서 확정된 대여금 판결이 있으니 캄보디아 관할에서는 lmw 측에 지분을 돌려주어서 lmw를 통해 예보에 대여금을갚게 해주어야 한다는 취지였다. 그러나 대법원에서는 lmw와 부산저축은행 주주간의 분쟁으로 인식하여 예보는, (lmw파산관재인포함) 제 3자로 인식되고(*캄보디아 민사절차법 199조에 따르면 외국재판의 실행은 인정되지 않는다) 부산저축은행은 어떠한 실수도 없으며 사업약정 이행을 충실히 했던 점(자금지원)을 보면 지분을 돌려줄 필요가 없다고 하며 확정되었다. 한국 관할 대여금 판결은 지연이자 21%이고 사업약정서에는 수익을 배분하는 대신에 지연이자를 대출해주기로 했다. 월드시티는 한국관할 대여금 판결에 따라 이 또한 이대표가 갚겠다는 의지를 드러낸 것인데 이 판결이 뒤집혀 중요한 것은 월드시티와 예보(제 3자이기 때문)의 끈이 사라져 예보는 직접적으로 회수가 불가능한 상태가 되었다고 밝혔다. 과거 이대표는 예보에 지속적으로 lmw를 대신하여 대여금 판결에 근거해 50ha를 주겠다고 했지만 lmw를 파산시키고 이 제안을 거절했다고 한다.   
부연설명 캄보디아에서는 내부 법률에 따라 외국 판결의 실행을 인정하지 않는다. 한국에서는 부산저축은행이 파산되어 파산 수계자가 예금보험공사이고 그로인해 모든 사업약정의 효력도 예보가 잇는다는 것이 당연하지만 캄보디아에서는 그렇지 않다. 이대표가 구속기소 되었을 때 예보직원이 2011년 12월 캄보디아 법원에 직무정지 가처분이 위와 같은 이유로 기각되었고(2012년 10월 확정), 2012년 불법주주총회도 마찬가지로 효력이 없었다. 그리하여 캄보디아 내부 법률에 따라 한국 관할의 21%지연이자에 따른 대여금을 갚으려고 해도 예보는 제 3자로 인식되기 때문에 갚을 수 없는 구조였다고 한다. 결국 예보에 대여금을 갚기 위해서 월드시티는, 현지 주주들이 한국에서는 어찌되었든 예보가 컨트롤 하고 있으니 캄보디아에서 지분을 lmw측에 넘겨주고 그 대신에 대여금과 그에 따른 130% 근저당 설정(2011년 손해배상  화해결정권고 일부)해주겠다 하였지만 거절하였다고 한다. 그리하여 사업약정 종료와 관련한 공문을 계속 보냈지만 예보는 답변하지 않았고 월드시티는 지분반환을 강제적으로라도 시켜서 갚겠다고 결정하여 지분반환을 시작하였다고 한다. 예보는 캄보디아에서 제 3자로 인식됨에도 부산저축은행 주주를 컨트롤하여 소송대응을 하였고 결국 6년동안의 2번의 파기환송한 대법원의 장고 끝에 대법원은 예보와 lmw파산관재인을 인정하지 않고 (캄보디아 민사절차법 199조에 따르면 외국재판의 실행은 인정되지 않는다) 부산저축은행 주주들과 lmw사이에 약정내용으로 엄격하게 해석하였다. 부산저축은행 주주 둘은 2010년 금감원 해외대출 규제 전까지는 자금지원에 있어서 어떠한 실수가 없었다는 사유였다. 그러나 월드시티의 관점은 그 이후의 캄보디아에서의 부산저축은행 행위를 예보로 해석할 것이냐 예보로 해석하지 않고 부산저축은행 주주의 행위로 인식할 것인가였는데, 결국 부산저축은행 주주의 행위로 인식하여 이후 예보가 lmw에 청구한 한국 관할 대여금 판결을 고려하지 않는 것으로 확정하였다고 밝혔다. 만약 이대표가 갚을 의지가 없었다면 이 소송도 하지 않았을 것이고, 소송을 한다하더라도 예보는 약정서에 써있지도 않으니 캄보디아에서는 사업약정서상 부산저축은행의 수계인으로 인정할 수 없다고 주장했을 것이다 라고 밝혔다. 더불어 항소법원에서는 예보와 lmw사이의 분쟁으로 인식하여 한국 관할 대여금 (2016년 확정) 21% 지연이자를 갚기위해 캄보디아에서는 지분을 돌려줘야 한다는 주장은 예보의 상고로 훗날 뒤집혀서 예보는 캄보디아 관할에서는 제 3자로 되었다고 한다.  
2020년 9월 22일 서울중앙지법에서 이대표의 공판준비기일이 속행되었다. 이대표의 변호인단에 따르면 이대표는 한국으로 자진 귀국한 뒤 8개월 동안 대략 99시간의 고강도 조사를 받았고 결국 대부분 무혐의 처분을 받았다고 전했다. 그러나 검찰은 7월 31일 이대표를 특가법(횡령 등)으로 기소하였고 이에 대한 공판준비기일이 9월 22일 열린 것이다.  이대표 변호인단은 "이대표는 그동안 지속적으로 예보에 상환의지를 보여왔고 (2016년 4월 대물변제 의사표시가 대표적) 돈을 상환하지 않으려한 것은 아니다"고 하며 "지금도 (2020년 9월 기준) 채무변제를 피하려는 것이 아니고 변제 의지가 있다"고 밝혔다. 그러면서 "부산저축은행에서 성공한 유일한 프로젝트로서 대출금 전액 변제도 하고 남을만한 사업이다" 라고 주장했다. 더불어 피해자들께 심려끼쳐드려 정말로 죄송하다고 언급했다.      
공소사실에 대해서는 전부 부인했는데, 이대표의 변호인단은 일단 공소내용이 무엇을 주장하는 것인지 모르겠고, 동일한 사안에 대해서 하나는 무혐의, 하나는 기소를 하였는데 도대체 무엇이 검찰의 입장인지 궁금하다고 밝혔다. 월드시티는 "캄보디아에서는 1년동안 체류한 피의자가 체포되어 영장청구되었는데 6시간만에 바로 기각되어 석방되고 8개월 동안 수사하며 혐의점을 잡아내지 못하다가 막판에 무리한 기소를 한 것을 알고 있다"고 전했다. "더불어 캄보디아에서는 예보가 이대표가 상환을 하지 못하도록 방해했는데 (부산저축은행 주주를 통해 소송을 한 것 등) 적반하장으로 기소한 것도 알고 있다"고 전했다         
한편 2020년 2월 27일 월드시티 내 lmw 주주들이 주장한, 한국 관할에서 lmw-예보 간의 대여금(이자 21%)을 갚아야 하기 때문에 캄보디아에서는 부산저축은행 주주(예보가 컨트롤)로부터 지분을 돌려받아야 한다는 취지의 항소법원 판결이, 부산저축은행 주주와 예보(제 3자)의 상고(월드시티안에 부산저축은행 주주중에 하나가 회사인데, 회사는 현재 한국에서 파산되었고 (2011년) 그로인해 예보가 해당 회사의 대표이사를 예보 직원으로 바꾸었다고 한다. 그러나 캄보디아에서는 민사절차법 199조에 따라 이를 인정하지 않아서 제 3자이다.) 로 부산저축은행은 (자금지원에) 어떠한 실수도 없었고, 부산저축은행 주주에게 수익배분을 해주지 않았기 때문에 지분을 돌려줄 수 없다는 취지로 항소법원이 판결이 파기되어 대법원에서 확정되었다. 더불어 예보와 lmw파산관재인은 제 3자로서 주주로 인정되지 않는 것도 확정되었다. 월드시티는(*캄보디아 민사절차법 199조에 따르면 외국재판의 실행은 인정되지 않는다) "예보는 본인들의 상고로 회수가 불가능한데 이런데도 lmw 이사진들이 노력을 안했다느니 등은 예금자분들이 판단부탁드린다"고 말했다. 그리고 "많은 분들이 잘못알고 계시는 것중에 예보는 월드시티의 60%의 주주라고 하는데, 현지 회사 정관에 따르면 예보 관련 당사자는 없습니다"라고 밝혔다. "물론 한국 관할에서 본인들이 부산저축은행의 사업약정 효력을 이어 받았다고 주장할 수 있으나, 토지가 있는 곳은 캄보디아고 캄보디아 법인이기 때문에 캄보디아 법을 따라야 하고 결국 캄보디아 월드시티 2007년 정관, 그리고 월드시티 지분반환 확정판결(2020. 2. 27 선고) 결과로 의하면 예보는 주주가 아닙니다"라고 답했다. "그러나 대표님이 말씀하신대로 피해자들께 죄송하고 변제의지가 있다는 것을 법원에서 밝힌 바를 바탕으로 하면 아직 길은 열려있다고 생각한다"고 밝혔다.
2020년 11월 30일 서울중앙지법에서 이대표의 1차 공판기일이 속행되었다. 10시에 재판이 시작되어 10시 10분에 끝이 났는데, 사유는 검찰의 기록검토가 더 필요하다는 것이다. 다시말해서 기록의 3/1은 본건과 전혀 관련없는 것, 그 외의 기록은 맥락이 불분명하기 때문에(어디서 어떻게 이 자료를 찾았고 등) 이를 알기 위해 시간이 필요하다는 이유였다고 한다. 다음 기일은 2021년 1월 25일로 잡혔다고 밝혔다.
2020년 12월 1일 부산저축은행이 (파산관재인 예보) 캄코시티 일부 부지를 가압류했다는 결정문이 월드시티에 도달했다고 편집자에게 전했다. 결정문은 10월 23일자로 2019. 11. 28 대법원 부산2저축은행 (파산관재인 예보) 가압류 손해배상에서  직접채권채무가 아님에도 가압류를 한 것이 손해를 끼친 것이 맞다고 판결받은 후로부터 11개월 후이고, 2020년 9월 22일 서울중앙지법 공판준비기일에 이대표가 "피해자들께 정말로 죄송하고 강한 변제의지가 있다"고 말한 뒤 1달 뒤에 결정이 난 것이다. 월드시티는 "최근 일부 매체에서 월드시티에서 허위로 소송을 안한다든가 진다든가 하기 때문에 예보가 그것을 막기 위해 가압류를 했다는 확인되지 않은 무책임한 발언 등을 하는데, 2020. 10. 2 프놈펜 1심 법원 결정 부산저축은행 주주의(대리인 예보)가처분 취소소송 (정관 변경, 이사회 변경, 주주변경, 토지매각) 신청이 기각된 것을 보면 월드시티는 모든 소송에 최선을 다해 대응하고 있다"고 밝혔다. 더불어서 "만약에 (그런 일은 없지만) 법원에 판결이 나서 등기를 이전해야하는 상황이 있다면 대법원의 최종 판결을 1심법원 가압류로 막을 수 있는지가 우리도 궁금하다"고 말했다.
2021년 2월 19일 헤럴드 경제에 따르면 "부산저축은행 피해자 손실을 보전하기 위한 캄보디아 캄코시티 사업 정상화도박차를 가한다. 캄코시티는 한국인 사업가가 진행하던 신도시 사업으로, 부산저축은행이 2369억원을 투자했다. 하지만부산저축은행의 파산, 캄코시티의 분양실패 등으로 현재까지 중단된 상태다. 부산저축은행 파산관재인인 예보는 캄코시티 자산을 매각하거나, 사업을 재개하는 식으로 현금을 마련해 부산저축은행피해자 약 3만8000명에 손실을 보전할 계획이다. 지난해 법적 분쟁을 대부분 해결하고 사업을 정상화할 계획이지만, 코로나19로 인해 다소 지연된 면이 있었다. 예보는 캄보디아 정부 등과 캄코시티 사업 정상화 태스크포스(TF)를 구성해 피해자 손실 보전에 최선을 다한다는 계획이다." 이에 월드시티는 "거두절미하고 2021년 2월 5일 부산저축은행 주주(대리인 예보)의 가처분 취소 최종 항고가 기각되어부산저축은행 주주(2007년 정관 당사자)는 더 이상 월드시티의 정관변경, 주주변경, 이사회를 변경할 수 없고 임의 토지매각이 금지되며 부산저축은행 주주가 소유하고 있는 60% 지분 매각을 하려해도 lmw 경영진의 동의가 없이는 불가능하다"고 밝혔다. 더불어 "한국관할의 민 형사건(특히 이대표의 형사건)은 캄보디아 민사절차법 199조와 392조에 따라 캄보디아에효력이 미치지 않는다"고 말했다. "그럼에도 불구하고 이대표의 형사건이 제대로된 변론 한번도 없이 기록 검토 등으로 계속 지연되고 있다"고 밝혔다.
2021년 3월 12일 부산저축은행 주주 (지분양도 금지, 의결권 금지)취소신청에서 부산저축은행 주주의 지분양도 금지(제 3자에게)는 계속 유지되지만 부산저축은행 주주 (2007년 정관 당사자)의 의결권은 풀리는 것으로 결정되었다. 그러나 가집행은 불허한다는 결정이 나왔다. 한편 2019년 7월 9일 부산저축은행 주주(2007년 정관 당사자)는 약정이행에 실패해서 사업악정을 종료하고 한국관할에서 대여금 판결이(21%지연이자)있기 때문에 부산저축은행 주주(2007년 정관 당사자)는 LMW에 지분을 돌려줘서 변제하게 해야한다는 항소법원 판결이 2020년 2월 27일 대법원에서 부산저축은행 주주 갑 (예보가 아닌 2007년 정관 당사자)이 2010년까지 자금지원에 어떠한 실수도 하지 않았다는(약정이행을 완벽) 등의 여러이유로 항소법원 판결이 파기되었다. 월드시티는 "LMW의 채권자는 부산저축은행 (파산관재인 예보)인데 월드시티 부산저축은행 주주(2007년 정관 당사자)가 지분을 계속 보유하면 LMW가 채무이행을 못한다(월드시티는 부산저축은행과 직접채권채무 관계가 아니기에)"면서 "예금자들께서 정말 면목이없지만 사안이 너무 복잡해졌다"고 밝혔다. 

## 같이 보기
- 대한민국의 해외 신도시 개발